# カジュアル・ベイカンシー 突然の空席
『カジュアル・ベイカンシー 突然の空席』（カジュアル・ベイカンシー とつぜんのくうせき、原題：The Casual Vacancy ）は、イギリスの作家J・K・ローリングが2012年に発表した長編小説。リトル・ブラウン・ブック・グループより2012年9月27日に世界で同時発売され、日本では同年12月1日に発売された。『ハリー・ポッターシリーズ』終了後第1作であり、ローリングが初めて大人向けに執筆した作品である。タイトルの「カジュアル・ベイカンシー」とは「偶発的な空席」を意味する政治用語で、議会や委員会を構成するメンバーの突然の死亡や辞任により、議席に思いがけなく空席が生じること。
物語の舞台は、パグフォードというイギリス西部の郊外の架空の町で、誰からも好かれていたパリッシュ・カウンシル議員バリー・フェアブラザーが急死するところから始まる。彼の死により空席となった議席の後任を決める選挙を巡って、住人たちの間に衝突が起こる。特に、バリーが生前支援していた貧困層向けの住宅街フィールズを財政上・治安上の理由でパグフォードから切り離すかどうかで派閥が生まれる。しかし、カウンシルのウェブサイトの掲示板で候補者たちが隠している秘密や後ろ暗いことが暴露され、噂が飛び交い、選挙は混乱に陥っていく。
主要なテーマは、社会階級、政治、薬物・売春・レイプなどの社会問題である。イギリス本国では、直近の3年で最速の売り上げを記録したほか、最初の1週間の売り上げはダン・ブラウンの『ロスト・シンボル』に次いで第2位、初週の売り上げでは2012年の15作目のベストセラー作品となった。発売から3週間で、イギリスとアメリカを合わせて英語版は100万部を売り上げた。
テレビドラマ化され、2015年2月15日にイギリス・BBCで、同年4月29日にアメリカ・HBOで放送された。

## 内容
巻頭には、ローリングが夫で医師のニール・マレーへの謝辞を述べている。マレーが謝辞を受けるのは、ハリー・ポッターシリーズの第5作『ハリー・ポッターと不死鳥の騎士団』、シリーズ最終作『ハリー・ポッターと死の秘宝』に次いで3度目である。
物語は7部構成となっており、語り手は限定されていない。各章の冒頭にはチャールズ・アーノルド＝ベイカーの著書『地方自治体・自治組織の運営』の文章が引用されている。

## あらすじ

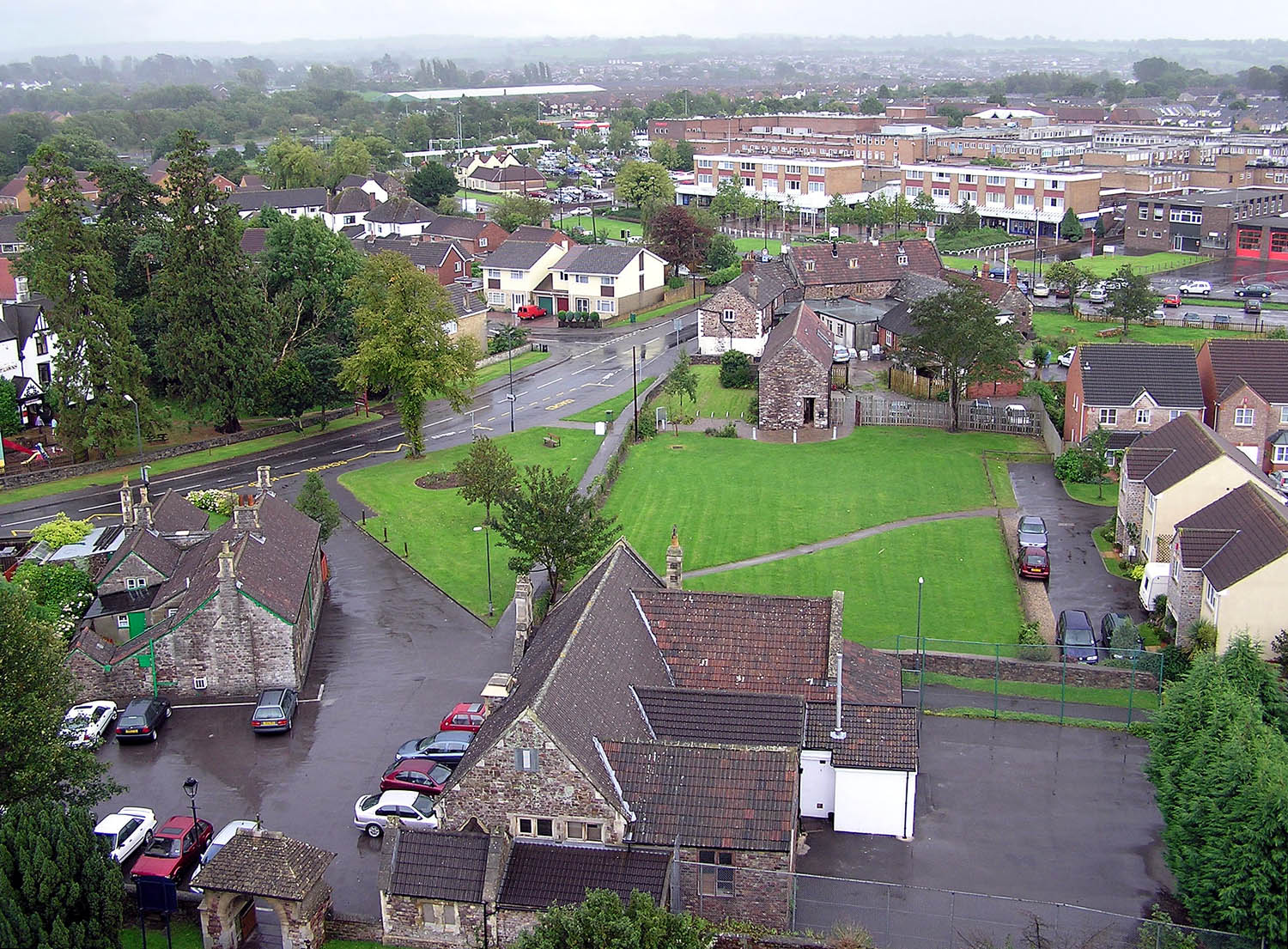
パグフォードはローリングの生まれ故郷グロスタシャー・イェイトのような町

先述の通り、物語は7部構成となっており、第1部はパリッシュ・カウンシル議員のバリー・フェアブラザーが地元のゴルフ場の駐車場で動脈瘤で急死するところから始まる。住民たちはその衝撃的なニュースを友人や親戚に伝え合ううちに、話題はやがて〈フィールズ〉がどうなるのかという問題でもちきりになる。〈フィールズ〉は、麻薬（メサドン）中毒患者のリハビリ専用クリニックがあり、住民も中毒患者が多い地区で、他の地区の住民を財政上・治安上の理由で圧迫する〈フィールズ〉を町に残すか、上位自治体であるヤーヴィル市に移譲するのかという問題で町が混乱に陥っていく。
フェアブラザーの死による議会の空席を埋めるための選挙日が広報されると、立候補者たちの子供たちが各々の思惑で親のダメージになる文言を議会ウェブサイトの掲示板に書き込んでいく。サイモン・プライスの長男アンドルーは、“バリー・フェアブラザーの幽霊”というハンドルネームで父親が盗品の故買に手を染めていることを、授業でハッキングの知識を得ていたスクヴィンダー・ジャワンダはアンドルーの履歴を利用し同じハンドルネームで、母で医師のパーミンダーが夫がある身ながらバリーに恋をしていたことを、ファッツ・ウォールは副校長で養父のカビーが児童虐待の強迫神経症に悩まされていることを次々と書き込んでいく。しかしアンドルーは父を追い詰めた罪悪感から、カウンシルの議長でバイト先の店主ハワード・モリソンがビジネスパートナーのモーリーンと長年不倫関係にあることを暴露する。選挙は最終的にハワードの息子マイルズが勝利し、もはや夫への愛情が持てなくなってい妻サマンサにとっては不愉快な結果であったが、夫婦の和解のきっかけとなった。
物語のもう1つの側面は、クリスタル・ウィードンである。クリスタルは16歳で、売春婦でヘロイン中毒の母テリと、3歳の弟ロビーと〈フィールズ〉に暮らしている。ソーシャルワーカーのケイはテリに薬物摂取をやめさせ更生させ、ロビーの世話をしっかりさせようとするが、テリは結局堕落の道へと逆戻りし、クリスタルは母に麻薬を渡していたディーラーのオッボにレイプされてしまう。母と別れ、別の場所で新しい家族を作りたいと考えるようになったクリスタルは、妊娠を目論みファッツ・ウォールとセックスをするが、クリスタルが自分の目的に夢中になっている間に弟のロビーが川で溺れ死んでしまい、取り乱したクリスタルは母のヘロインを過剰摂取し自殺を図り、物語は2人の葬儀で幕を閉じる。

## 作中の舞台
パグフォード
物語の中心となる、イギリス南西部に位置する、中産階級が多く住む田舎町。独立自治区（パラ）に昇格すれば、議長は市長になることができる。地方自治組織議会（パリッシュ・カウンシル）は月に一度、ヴィクトリア朝様式の教会ホールで開かれる。一層制地方自治体（ユニタリー・オーソリティ）への権力の委譲や移行に関して反対し続けている。男女16名の地元住民で構成される議会はヤーヴィル地方議会傘下の自治組織議会の中でも最も強硬である。住民の多くはヤーヴィルの商店や企業などに勤め、休日もヤーヴィルの娯楽施設で過ごすが、ヤーヴィルに対して嫌悪と不信の念を抱いている。
ヤーヴィル
パグフォードに隣接する市。市南部に低所得者用住宅の建設を推し進めている。
エヴァツリー・クレセント
1930年代の平屋建ての家屋が三日月（クレセント）状に並んだ住宅地。パグフォードの本通りに面した広場（ザ・スクエア）から2分のところにある。36号にハワード・モリソンの家がある。
教会通り（チャーチ・ロウ）
ヴィクトリア朝様式の豪奢で堅牢な高級住宅地が並ぶ。中産階級が住む。通りの一番奥に旧司祭館がある。
広場（ザ・スクエア）
本通りに面し、平屋建て家屋も並ぶ商業地域。
希望通り（ホープ・ストリート）
かつては労働者階級が住み、今は小さなテラスハウス群が立ち並ぶ。10号棟にボードゥン家がある。
フィールズ
ヤーヴィルの郊外に不規則に広がる住宅団地。ヤーヴィルがフォーリーから買い取った草地を造成してできた団地。ヤーヴィルの低所得者層（生活保護受給世帯）を対象としている。一部の施設や設備の維持管理はパグフォードに委任されている。境界線見直し問題は議題に上っては消えを繰り返している。
ウィンターダウン総合中等学校
ヤーヴィルに入ってすぐのところにある。
パーゲターの丘
パグフォードとヤーヴィルを隔てる小高い丘。頂にパーゲター修道院の廃墟がある。
スウィートラブ館（ハウス）
パグフォードとヤーヴィルの中間地点のパグフォード寄りにある、アン王朝様式の荘園領主館（マナーハウス）。貴族スウィートラブ一族が受け継いできたが、1900年代初頭に一族の血筋が途絶えて以降は、様々な人の手から手へと渡った。自分の町にある、という自尊心のようなものがパグフォードの住民たちの意識下にある。
1950年代にスウィートラブ家の傍系の子孫との噂がある資産家のオーブリー・フォーリーが地所を買い取った。パグフォードの住民の信望を集めていたが、広大な敷地の草地の部分をヤーヴィル市に高値で売却し、パグフォードの怒りを買った。
セント・トーマス・イングランド教会付属初等学校
歴史ある石造り校舎やつややかな緑の校庭、小規模クラスなどが、パグフォードの住民たちが憧れる学校。レディ・シャーロット・スウィートラブが置いた礎石がある。青と白の制服着用が義務づけられている。

## 登場人物
書籍付属の登場人物一覧では、34人のキャラクターが紹介されている。

### 構想

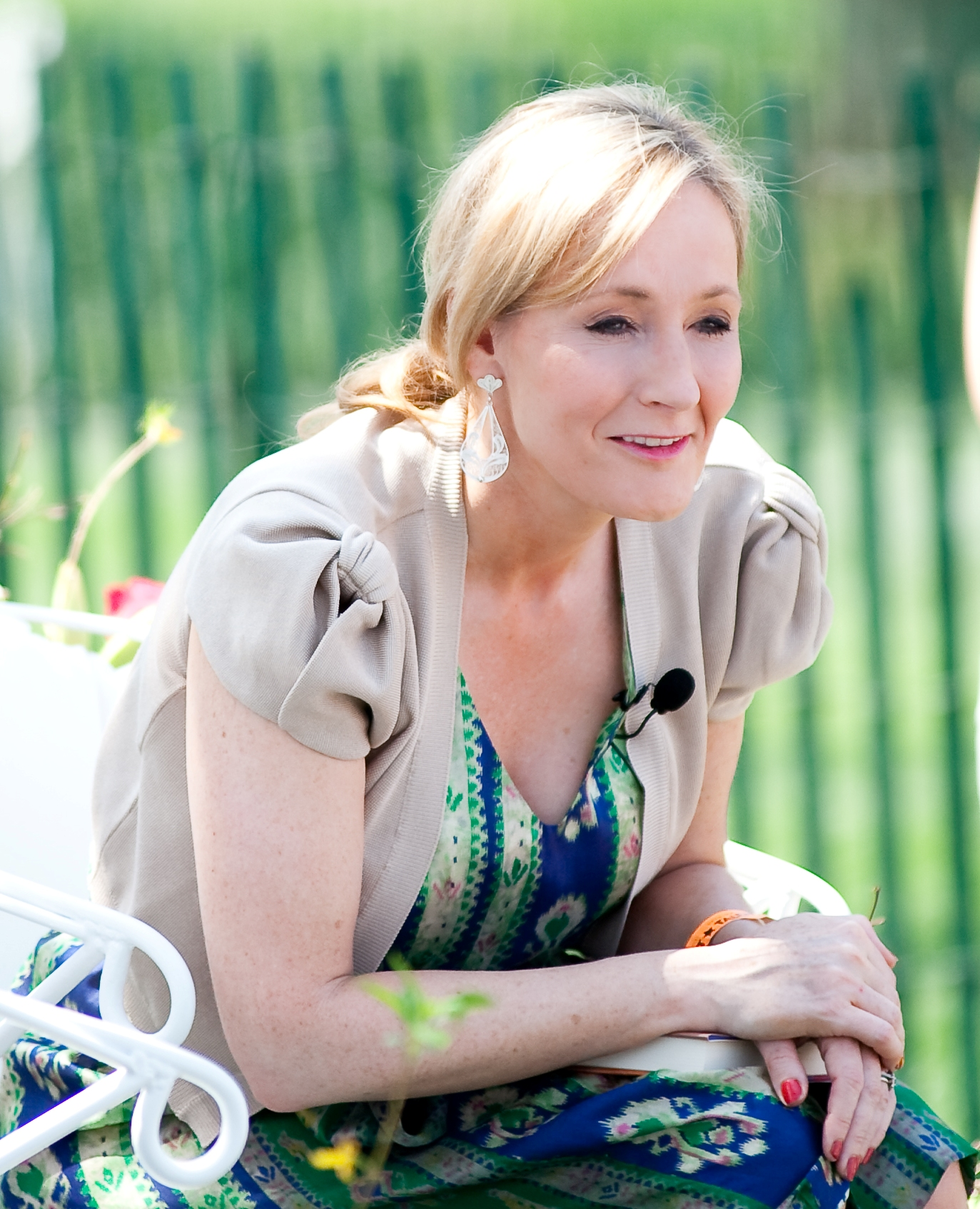
著者のJ・K・ローリング

### フェアブラザー家
バリー・フェアブラザー Barry Fairbrother
パグフォード地方自治組織議会（パリッシュ・カウンシル）議員。妻と食事に出かけた先で動脈瘤が破裂し急死する。44歳没。ウィンターダウン総合中等学校の女子ボート部のコーチを務め、部員のクリスタル・ウィードンに特に目をかけていた。〈フィールズ〉で生まれ、セント・トーマス校を卒業した。銀行員。〈フィールズ〉とクリスタルの支援に心血を注いでいた。バリーの死でパグフォードの町全体が揺れることとなる。
メアリー・フェアブラザー Mary Fairbrother
バリーの妻。家庭よりも〈フィールズ〉やクリスタルを優先していた夫を苦々しく思っていた。
ファーガス・フェアブラザー
バリーとメアリーの長男。環境問題に関心がある。
ニーアヴ&シュヴォーン・フェアブラザー
バリーとメアリーの双子の娘。ボート部に所属していた。
デクラン・フェアブラザー
バリーとメアリーの次男。感受性が強い。

### モリソン家
ハワード・モリソン Howard Mollison
パグフォード地方自治組織議会議長。パグフォードでデリカテッセン〈モリソン・アンド・ロウ・デリカテッセン〉を営む。64歳。超肥満体。バリーとは〈フィールズ〉の問題を巡って対立していた。カフェ〈コッパー・ケトル〉を開店する。アンドルーからビジネスパートナーのモーリーンとの不倫関係を匿名で告発されたショックで心臓病で倒れる。
シャーリー・モリソン Shirley Mollison
ハワードの妻、マイルズの母。議会のウェブサイトの管理者を務めている。週に1度、サウス・ウェスト総合病院でボランティアとして働いている。バリーを嫌っていた。モーリーンとの関係を知るまでは、ハワードを心から愛し、努力する彼を支えていた。
パトリシア・モリソン Patricia "Pat" Mollison
ハワードとシャーリーの娘。パートナーと共にロンドン在住。レズビアンであることを告白して以来、家族とは疎遠になっている。父の誕生日パーティーのためにパグフォードを訪れた際に、父とモーリーンの関係をファッツとアンドルーに暴露する。
マイルズ・モリソン Miles Mollison
ハワードとシャーリーの息子。バリーが倒れた現場に妻と居合わせた。弁護士で、ギャヴィンと事務弁護士事務所〈エドワード・コリンズ・アンド・カンパニー〉を共同経営する（経営権を持つのはマイルズのみ）。ハワードの勧めで、バリーの後任としてパリッシュ・カウンシルに立候補し、当選する。
サマンサ・モリソン（サム） Samantha Mollison
マイルズの妻。マイルズとは大学卒業後間もなく妊娠が発覚し結婚した。ヤーヴィルで下着専門店を経営しているが、経営状況は芳しくない。マイルズへの愛情を失っており、娘がファンのボーイ・バンドのメンバー、ジェイクに夢中になる。姑のシャーリーと不仲で、アルコールの問題も抱えている。
レキシー・モリソン
マイルズとサマンサの長女。セント・トーマス校に通っていたが、クリスタルに殴られ歯を折られたことをきっかけにヤーヴィルの私立女子校セント・アンに転校し、寄宿生活を送ることになった。
リビー・モリソン
マイルズとサマンサの次女。姉と共にセント・アンで寄宿生活を送っている。

### ウィードン家
テリ・ウィードン Terri Weedon
〈フィールズ〉に住む。ヘロイン中毒の売春婦。ベルチャペル依存症クリニックで治療を受けている。
クリスタル・ウィードン Krystal Weedon
テリの娘。アンドルー、スチュアート、スクヴィンダー、ガイアらと同級生。卑猥な意味を持つ語と同音の苗字が原因でみだらなジョークの標的にされている。6歳の頃に曾祖母のキャスに引き取られ、8歳の頃に〈フィールズ〉の母親の元に戻るが、その後も里親家庭を転々とした。バリーに誘われてボート部に所属していた。ヘロイン中毒の母に代わり、度々幼い弟ロビーの面倒を見ている。麻薬ディーラーにレイプされたことに苦悩し、町から出るためにファッツ・ウォールと新しい家庭を築きたいと強く願うようになる。ロビーの死後、自殺を図る。
ロビー・ウィードン Robbie Weedon
テリの息子でクリスタルの異父弟。3歳半。発達が遅れている。
キャサリン・ウィードン Catherin Weedon（キャスばあちゃん Nana Cath）
テリの祖母でクリスタルの曾祖母。パグフォードのホープ・ストリート在住。脳卒中で倒れ、3日後に発見され、意識が混濁した状態が続いた後、治療の甲斐なく亡くなる。
シェリル
テリの姉。キャスの孫。
ダニエル・ファウラー
テリの姉。キャスの孫。
アン=マリー
クリスタルの異父姉。身体的虐待とネグレクトに晒されていたため、1歳のときに親戚に引き取られた。生まれる前によそへ行ったため、クリスタルは彼女と面識がない。

### ウォール家
コリン・“カビー”・ウォール Colin "Cubby" Wall
地元の公立中学校ウィンターダウン総合中等学校の副校長。やってもいないことをやったと思い込んでしまう強迫性障害に悩まされており、その病気を知らない養子のファッツに児童虐待疑惑を暴露される。バリーの後任としてパリッシュ・カウンシルに立候補する。
テッサ・ウォール Tessa Wall
コリンの妻。同校生徒指導主任で、定期的にクリスタル・ウィードンと面談している。
スチュアート・“ファッツ”・ウォール Stuart "Fats" Wall
コリンとテッサの息子（養子）。アンドルー、スクヴィンダー、ガイア、クリスタルらと同級生。アンドルーの親友で学校の人気者。スクヴィンダーをいじめており、クリスタルとは肉体関係を持つ。セント・トーマス初等学校時代に受けた髄膜炎の予防注射で失神して以来、針や刃物が苦手。実の母は近親相姦により14歳で妊娠した少女で、養子に迎えることを強く求めたのは母テッサであった。

### プライス家
サイモン・プライス Simon Price
ヤーヴィルの印刷会社に勤務している。バリーが賄賂を受け取っていたという噂を聞き、自分が後任になれば賄賂も引き継げるのではとの邪な考えから、パリッシュ・カウンシルへの立候補を決める。〈フィールズ〉生まれ。社交嫌い。妻と子を口汚く罵り、暴力も振るう。盗品の故買など違法行為に手を染めている。議会ウェブサイト掲示板への書き込みが原因で会社を解雇される。
ルース・プライス
サイモンの妻。サウス・ウェスト総合病院の看護師。
アンドルー・“アーフ”・プライス Andrew Price
サイモンとルースの長男。スチュアート、スクヴィンダー、ガイア、クリスタルらと同級生。重症のナッツアレルギー。ガイアのことが好きで、一緒にいる時間を増やすため、ハワードが新しく開店する〈コッパー・ケトル〉で下働きのアルバイトをする。常に威張りちらし、口汚い言動ばかりの父サイモンを嫌っており、それをただ耐えるだけの母にも腹を立てている。父は議員に相応しくないと考え、議会の掲示板に「バリー・フェアブラザーの幽霊」の名で父の違法行為の告発を書き込む。
ポール・プライス
サイモンとルースの次男。常に父に怯えている。

### ボードゥン家
ケイ・ボードゥン Kay Bawden
ソーシャルワーカー。恋人のギャビン・ヒューズのためにロンドンからパグフォードに引っ越してくる。〈フィールズ〉の問題については詳しくない。ウィードン家の担当になる。
ガイア・ボードゥン Gaia Bawden
ケイの娘。スチュアート、アンドルー、スクヴィンダー、クリスタルらと同級生。美少女でアンドルーから好意を持たれている。ハワードが新しく開店するカフェ〈コッパー・ケトル〉のウェイトレスになる。スクヴィンダーと友達になる。ギャビンが母のことを好きではないことに気付いており、パグフォードという町自体も嫌っており、父が暮らすレディングへ行きたいと願っている。ファッツとキスをするが、アンドルーとスクヴィンダーとの関係が壊れたことで後悔し、クリスタルの葬儀で2人との友情を取り戻す。

### ジャワンダ家
パーミンダー・ジャワンダ Parminder Jawanda
パグフォード地方自治組織議会議員。医師。バーミンガム訛りがある。ハワードからパキスタンの首相に因んで「長話のブット」とあだ名を付けられている。バリーが支持していたため、自身も〈フィールズ〉維持派となった。
ヴィクラム・ジャワンダ Vikram Jawanda
パーミンダーの夫。ヤーヴィルのサウス・ウェスト総合病院に勤務する心臓外科医。容姿も職業もパグフォード一、魅力的な男性と名高い。ハワードの冠動脈バイパス術を執刀した。
ジャスワント・ジャワンダ
ヴィクラムとパーミンダーの長女。
スクヴィンダー・ジャワンダ Sukhvinder Jawanda
ヴィクラムとパーミンダーの次女。アンドルー、スチュアート、ガイア、クリスタルらと同級生。ボート部に所属していた。スチュアートから体型や肌の色や毛深いことを理由にいじめられており、自傷行為を繰り返している。失読症で、姉弟よりも出来が悪く、母から失望の目で見られている。溺れたロビーを助けようとし、一時生命の危機に陥る。
ラジパル・ジャワンダ
ヴィクラムとパーミンダーの長男。

### その他
モーリーン・ロウ
〈ハワード・アンド・ロウ・デリカテッセン〉の共同経営者。62歳。年齢に不相応な高さのハイヒールをはき、派手な格好をしている。
ギャヴィン・ヒューズ Gavin Hughes
34歳。離婚歴がある。ケイと交際しているが、彼女との結婚には否定的で、話を出されないように気を付けている。バリーとはスカッシュ仲間だった。事務弁護士事務所〈エドワード・コリンズ・アンド・カンパニー〉のパートナー。未亡人となったメアリーに好意を持つ。
オーブリー・フォーリー
故人。パグフォードとヤーヴィルの中間地点にあるアン王朝様式のマナー・ハウス〈スウィートラブ館〉を買い取った資産家。パグフォードの北に位置するヤーヴィル市に土地の一部を売却し、町民の怒りを買った。スウィートラブ家の傍系の子孫であるとの噂がある。
ヤング・オーブリー・フォーリー
オーブリー・フォーリーの息子。平日はロンドンで銀行家として働く。パグフォードに多額の寄付をし、〈フィールズ〉のヤーヴィルへの返還運動にも尽力している。
ジュリア・フォーリー
ヤング・オーブリーの妻。
オッボ
盗品のパソコンやヘロインを調達してくるディーラー。時々、テリに荷物を預かってもらう。

アリソン・ジェンキンズ
〈ヤーヴィル・アンド・ディストリクト・ガゼット〉紙の記者。クリスタルにインタビューをする。
バリー・フェアブラザーの幽霊 The_Ghost_Of_Barry_Fairbrother
パグフォードの3人の少年少女が、カウンシルのメンバーの秘密を暴露するために利用したアカウント。

## 背景

### タイトルの決定
2年に及ぶ執筆中のタイトルは"Responsible" （責任）だったが、チャールズ・アーノルド＝ベイカーが地方自治についてまとめた『地方自治体・自治組織の運営』で“カジュアル・ベイカンシー”という用語を調べ、変更した。

## 主要テーマ

### 社会問題
本作では、レイプ・人種差別・ヘロインや大麻などの薬物依存症・ポルノグラフィ・ドメスティックバイオレンス・児童虐待・自傷行為・自殺など様々な社会問題が扱われている。
作中で、アンドルー・プライスと弟のポールは父サイモンからの暴力に苦しんでいる。『ザ・ニューヨーカー』で自身も幼少期に父親から辛い目に遭ったのかと質問され、ローリングは「父との関係が良かったとは言えないが、作中の人物のモデルになった人はいない」と答えている。

### 政治と貧困問題
本作の主要テーマの1つが政治である。

## 反応

### 批評家による反応
『ガーディアン』でインタビューを受けたローリングは、本作が受けるであろう評価について「書く必要があったから書いた。私はこの作品が好きだし誇りも持っているし、私にとっては値打ちがある。」と述べていた。別のペンネームで執筆するアイディアもあったことを明かしている。
レフ・グロスマンは『タイム』誌で好意的なレビューを寄せている。
ミチコ・カクタニは『ニューヨーク・タイムズ』でハリー・ポッターシリーズと比較しながら本作をけなした。

### シーク教の描写
本作では、シーク教徒であるスクヴィンダーの一家が重要な役割をなしている。

## 映像化
2012年12月3日、BBC OneとBBCテレビドラマが、本作をテレビドラマ化することを発表した。演出はジョニー・キャンベル、脚本はサラ・フェルプス。
全3話で、2015年2月15日から3月1日にイギリス・BBCで、同年4月29日から5月13日にアメリカ・HBOで放送された。

### キャスト
- バリー・フェアブラザー - ロリー・キニア[8]
- メアリー・フェアブラザー - エミリー・ビーヴァン（英語版）[9]
- ハワード・モリソン - マイケル・ガンボン[8]
- シャーリー・モリソン - ジュリア・マッケンジー（英語版）[8]
- マイルズ・モリソン - ルーファス・ジョーンズ（英語版）[10]
- サマンサ・モリソン - キーリー・ホーズ[8]
- モーリーン・ロウ - ヘティ・ベインズ（英語版）[11]
- クリスタル・ウィードン - アビゲイル・ローリー（英語版）[10]
- テリ・ウィードン - キーリー・フォーサイス（英語版）[10]
- コリン・“カビー”・ウォール - サイモン・マクバーニー[8]
- テッサ・ウォール - モニカ・ドラン（英語版）[10]
- スチュアート・“ファッツ”・ウォール - ブライアン・ヴァーネル[9]
- サイモン・プライス - リチャード・グローバー[8]
- ルース・プライス - マリー・クリッチリー[8]
- アンドルー・“アーフ”・プライス - ジョー・ハースト[9]
- ケイ・ボードゥン - ミシェル・オースティン（英語版）[10]
- パーミンダー・ジャワンダ - ロリータ・チャクラバーティ（英語版）[9]
- ヴィクラム・ジャワンダ - サイラス・カーソン（英語版）[9]
- スクヴィンダー・ジャワンダ - リア・チューニー[9][10]
- ガイア・ボードゥン - シモーナ・ブラウン（英語版）[9]
- オーブリー・スウィートラブ - ジュリアン・ワダム（英語版）[9]
- ジュリア・スウィートラブ - エミリア・フォックス[9]

### 制作
著者ローリングのエージェントを務めるニール・ブレアが代表を務める制作プロダクションがプロデュースした。ローリングもエピソードの話数や長さの決定に携わった。2014年8月にグロスタシャー州ペインスウィック、ビスレー、ノースリーチ、ミンチンハンプトン、ダントシー、ブリストル、グロスタシャーの総合学校・アーチウェイ・スクールなどで撮影が始まった。
イギリスのバンド、ソロモン・グレイ（Solomon Grey）が楽曲を担当した。
。